# Xã Metz, Quận Vernon, Missouri
Xã Metz (tiếng Anh: Metz Township) là một xã thuộc quận Vernon, tiểu bang Missouri, Hoa Kỳ. Năm 2010, dân số của xã này là 374 người.